# Clunes
Clunes – miasto w Australii, w stanie Nowa Południowa Walia.